# Judita Skalar
Judita Skalar (r. ?) slovenska grafična oblikovalka (po izobrazbi arhitektka), * 1. maj 1941, Pivka - u. januar 2025, Ljubljana. 
Za svoje delo je leta 1972 prejela (skupaj s Petrom Skalarjem, Matjažem Vipotnikom in Janezom Suhadolcem) Župančičevo nagrado, 1976 pa skupaj s Petrom Skalarjem Nagrado Prešernovega sklada za grafično oblikovanje.